# Khalaf Ali Alkhalaf
Khalaf Ali Alkhalaf (în arabă: خلف علي الخلف; n. 10 noiembrie 1969, Rakka, Siria) este un poet și scriitor sirian. Este absolvent al facultății de economie din cadrul Universității din Alep. A trăit în Arabia Saudită din 1993 până în 2001, când s-a mutat în Grecia, unde a locuit până în vara lui 2002. S-a întors în Siria, de unde a plecat iar în Arabia Saudită. În primăvara anului 2008 s-a mutat din Arabia Saudită în Alexandria, Egipt. În prezent locuiește în Suedia unde s-a mutat în anul 2014.

## Activitate literară
Prima sa carte, numită N of Shepherds a apărut în anul 2004. La sfârșitul anului 2005, a înființat site-ul Jidar, o platformă online culturală, independentă ce a sprijinit atât gândirea liberă cât și noii scriitori independenți. 
Jidar a fost numit primul site de cultură din Siria, și a fost foarte apreciat. În anul 2008 site-ul a fost interzis și blocat de către autoritățile siriene. Jidar.com a fost închis în februarie 2008 după ce a fost publicat un articol despre serviciile siriene de securitate internă (mukhabarat). Înainte să fie închis definitiv, site-ul a fost hăcuit de nenumărate ori, iar apoi fondatorul său a fost chemat de către agențiile de securitate aproape de fiecare dată când se publica ceva. AlKhalaf a fost investigat ultima dată în 2007. În același an a părăsit Siria și s-a mutat în Arabia Saudită de unde a continuat să critice regimul sirian în articolele sale și să sprijine o alternativă democratică. 
Din cauza acestui lucru, acesta nu a mai putut să se întoarcă în Siria până în anul 2013 când Raqqah, orașul său natal nu a mai fost sub controlul regimului Al Assad. Unul dintre cele mai populare articole ale sale a fost publicat sub numele de "A public Self - Declaration to the Syrian Security Authorities". Deși majoritatea scrierilor sale au fost publicate în arabă, acestea se găsesc acum și traduse în limbă engleză. Din anul 2003 majoritatea articolelor sale sunt publicate pe site-ul Elaph. În anii care au urmat, acesta a început să publice și pe alte site-uri de știri, cum ar fi și Ahewar și Democratic Republic Studies Center. Alături de alți scriitori arabi, 
Ar: حامد بن عقيل
acesta a pus bazele, în septembrie 2008, unui nou site "Jidar for culture and publishing". Era un site non-profit unde numeroase cărți, articole ( în special cele în care regimul Al Assad era criticat), și jurnale ale prizonierilor sirieni erau publicate.

## Premii
- Premiul 2 la Fujairah Internațional Monodrama în 2009, pentru scenariul unei monodrame numite "Gilgamesh in a sports shoes"

- Premiul 2 la Ali Al-Safi Poetry 2005 in Kuweit, pentru poemul sau "My lord ! My black Unmatched to Tears; Lord"

## Activitate politică și culturală
AlKhalaf este renumit pentru activitățile sale culturale și scrierile critice împotriva regimului politic aflat la putere în Siria. Activitățile sale împotriva regimului începuseră încă dinainte ca Primăvară Arabă să ia amploare. În Egipt, Khalaf participă și la o manifestație în fața ambasadei siriene de la Cairo, în care participanții cereau deturnarea regimului Al Assad. Alături de un grup de activiști acesta pune bazele primei adunări politice siriene din timpul revoluției, numită "Coaliția Vocilor Democratice" (Coalition of Democratic Voices). Această coaliție nu a durat mult, însă a fost un pas important în răspândirea evenimentelor din timpul revoluției siriene. Încă de la începutul revoluției, AlKhalaf a sprijinit o opoziție non-violentă și manifestări pașnice.  
Deși Muhammad Rahhal, liderul consiliului revoluționar sirian sprijinea înarmarea protestatarilor, AlKhalaf s-a opus încă de la început acestui lucru afirmând că activiștii nu au niciun interes în a fi înarmați deoarece sunt conștienți că nu au aceeași putere militară ca cea a guvernului, neavând nici surse și nici resurse de înarmare din moment ce toate granițele erau închise. AlKhalaf a scris și numeroase articole în care a susținut o revoluție pașnică, fără violențe armate. Acesta a fost unul dintre principalii organizatori ai conferinței "Siria-conferința pentru schimbare" ce a avut loc în Antalya, Turcia, între 31 mai și 3 iunie 2011. S-au discutat felurile în care revoluția siriană ar trebui sprijinită și s-au căutat soluții împotriva violenței. Această conferința a fost cea mai importantă adunare a opoziției siriene care a avut vreodată loc.
În aprilie 2012, AlKhalaf împreună cu alți 60 de oameni politici și de cultură sirieni fondează "Platforma Democratică Siriană". Al Khalaf a fost ales doi ani la rând în fruntea acestei coaliții. Această adunare era una politico-intelectuală, ce sprijinea o schimbare democratică în Siria.  
Din păcate, datorită evenimentelor și a militarizării revoluției, această coaliție nu a durat prea mult. La sfârșitul anului 2012, AlKhalaf împreună cu un grup de activiști sirieni pun bazele unei mișcări numite "Drepturile Noastre" : Haquna.  
Haquna a fost o mișcare civilă de protest, ce făcea apel la o schimbare democratică, fără violență. A fost o mișcare populară în orașul Raqqah, unde activiștii au lucrat la noi strategii pentru a răspândi drepturile și principiile democrației. În orașul Raqqah membrii organizației au protestat timp de trei zile în piața orașului. Aceștia s-au confruntat cu membrii Isis, care i-au și capturat. Un membru al organizației este până astăzi dispărut.
În mai 2013, AlKhalaf participă la o conferință pentru pregătirea Uniunii Siriene Democratice unde a fost membru al comitetului preparator. Mai mult, el a fost co-fondator al Asociației Scriitorilor Sirieni, fondată în 2012 ca o alternativă a asociației de scriitori controlată de regim. A fost co-fondator și al Asociației Jurnaliștilor Sirieni, fondată în februarie 2013.